# Вілямовиці (гміна)
Гміна Вілямовіце (пол. Gmina Wilamowice) — місько-сільська гміна у південній Польщі. Належить до Бельського повіту Сілезького воєводства.
Станом на 31 грудня 2011 у гміні проживало 16275 осіб.

## Територія
Згідно з даними за 2007 рік площа гміни становила 56.72 км², у тому числі:
- орні землі: 76.00%
- ліси: 8.00%

Таким чином, площа гміни становить 12.41% площі повіту.

## Населення
Станом на 31 грудня 2011:
| Опис     | Загалом | Загалом | Чоловіки | Чоловіки | Жінки | Жінки |
| -------- | ------- | ------- | -------- | -------- | ----- | ----- |
| одиниця  | осіб    | %       | осіб     | %        | осіб  | %     |
| все      | 16275   | 100     | 7999     | 49.15    | 8276  | 50.85 |
| міське   | 2988    | 100     | 1470     | 49.20    | 1518  | 50.80 |
| сільське | 13287   | 100     | 6529     | 49.14    | 6758  | 50.86 |

## Сусідні гміни
Гміна Вілямовіце межує з такими гмінами: Бествіна, Бжеще, Кенти, Кози, Медзьна.